# Different Gear, Still Speeding
Different Gear, Still Speeding je debutové album anglické rockové kapely Beady Eye. Bylo vydáno 28. února 2011.

## Seznam skladeb
Autory všech skladeb jsou Liam Gallagher, Gem Archer a Andy Bell, s výjimkou "Sons of the Stage" od Gordona Kinga a Tonyho Ogdena.
1. „Four Letter Word“ – 4:17
2. „Millionaire“ – 3:19
3. „The Roller“ – 3:34
4. „Beatles and Stones“ – 2:56
5. „Wind Up Dream“ – 3:27
6. „Bring the Light“ – 3:39
7. „For Anyone“ – 2:15
8. „Kill for a Dream“ – 4:39
9. „Standing on the Edge of the Noise“ – 2:52
10. „Wigwam“ – 6:39
11. „Three Ring Circus“ – 3:09
12. „The Beat Goes On“ – 4:45
13. „The Morning Son“ – 6:03

## Obsazení
Podle bookletu.
Beady Eye
- Liam Gallagher – zpěv
- Gem Archer – kytara
- Andy Bell – kytara a baskytara
- Chris Sharrock – bicí

Další hudebníci
- Victoria Akintola, Nomvula Malinga – doprovodné vokály v „Bring the Light“ a „Kill for a Dream“